# Musée archéologique de Pella
Le musée archéologique de Pella est situé dans la ville de Pella en Macédoine-Centrale, dans le Nord de la Grèce. Ouvert en 2009, il est consacré à la ville antique de Pella. Il dépend de la XVIIe Éphorie des Antiquités préhistoriques et classiques.
Le premier musée a été aménagé en 1973, puis réorganisé en 1988. En raison de découvertes récentes importantes, un nouveau musée a été aménagé. Il a ouvert en 2009.

## Collections

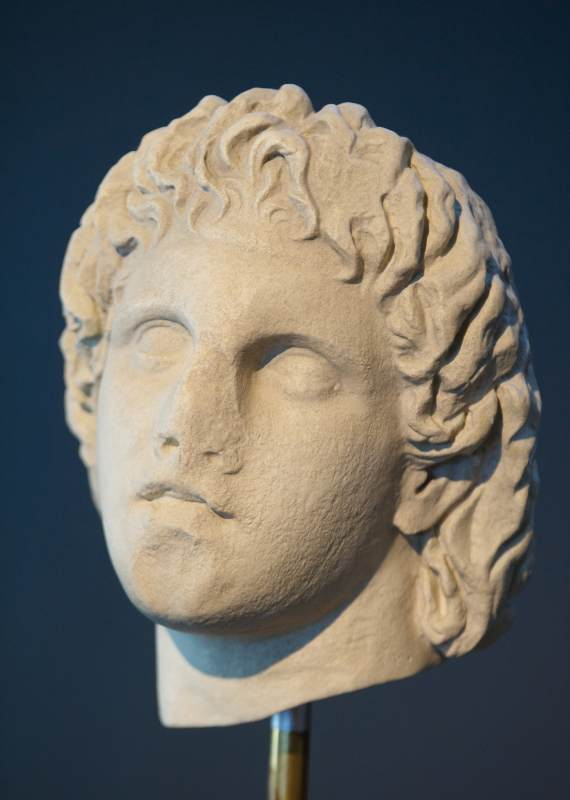
Tête de marbre d'Alexandre le Grand (325-300 av. J.-C.), trouvée dans la région de Giannitsa.

Ce musée contient une collection exceptionnelle d'artefacts provenant principalement des fouilles de l'ancienne ville de Pella, lieu de naissance d'Alexandre le Grand.
L'exposition permanente du musée commence par deux statues censées représenter ce monarque macédonien : une tête en marbre et une statuette le représentant avec des attributs liés au dieu Pan. La section d'information propose des textes, des photographies, des cartes, des dessins, une maquette du site archéologique et une courte vidéo sur Pella.
Le musée est divisé en plusieurs sections thématiques.

### Vie quotidienne
La première section traite de la vie quotidienne des habitants de la cité antique. Ici, les sols en mosaïque de certaines maisons importantes sont exposés, comme la maison de Dionysos et la maison de l'enlèvement d'Hélène. Il y a aussi des peintures murales décoratives d'une autre maison importante, des éléments architecturaux, des céramiques et des meubles. En outre, il y a des articles liés à l'habillement, à la gestion de la maison, aux soins, à l'artisanat, au culte, à l'éducation et aux loisirs.

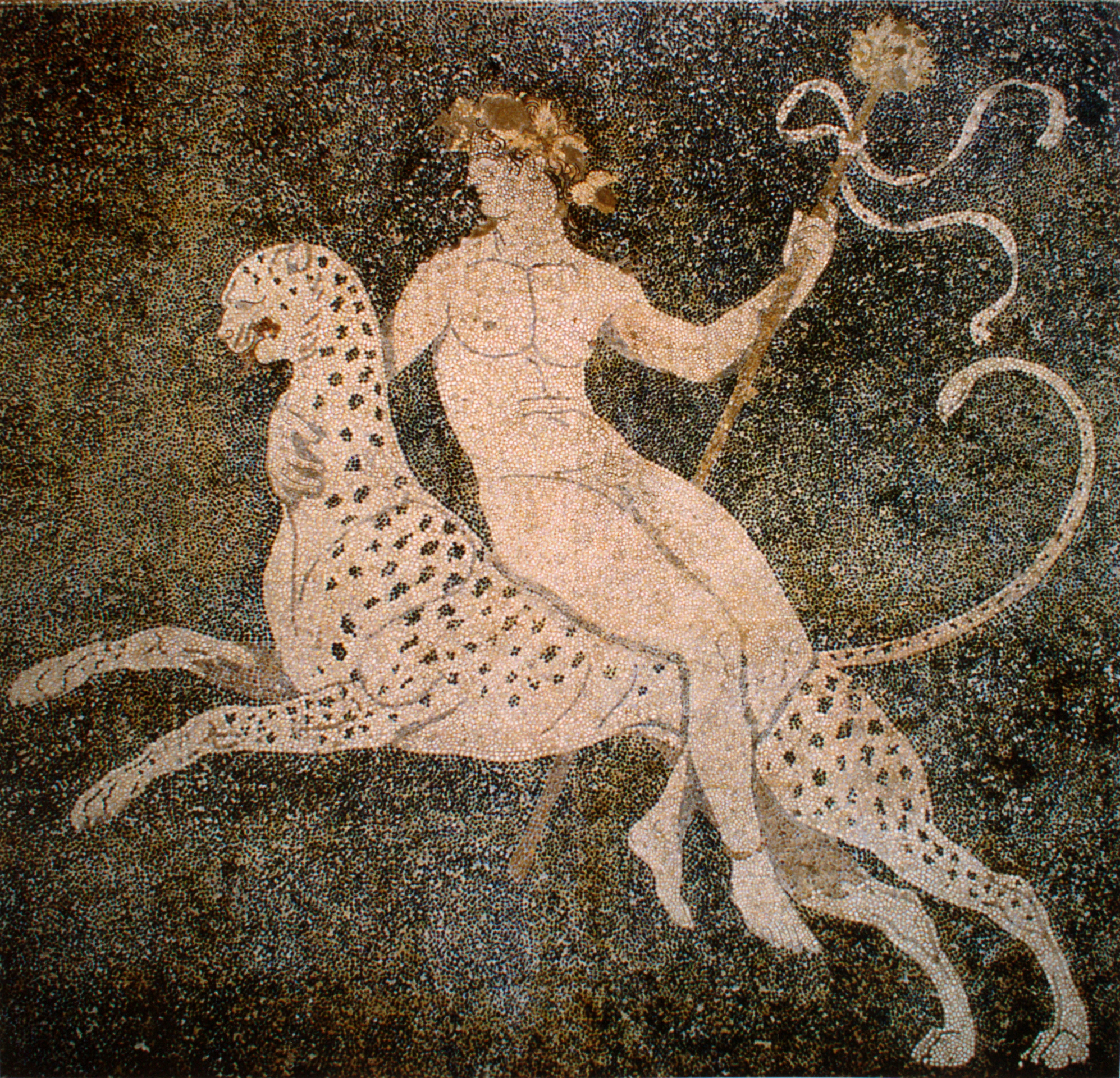
Mosaïque de Dionysos
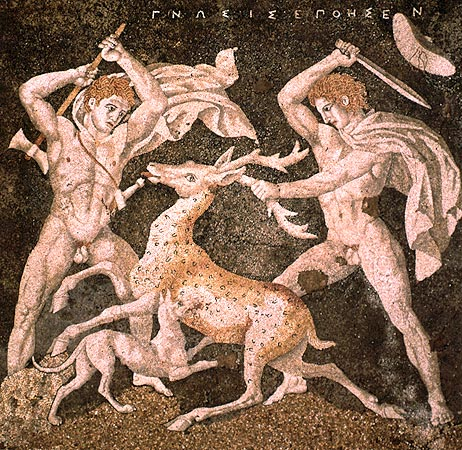
Mosaïque de la chasse au cerf (IVe siècle av. J.-C.)
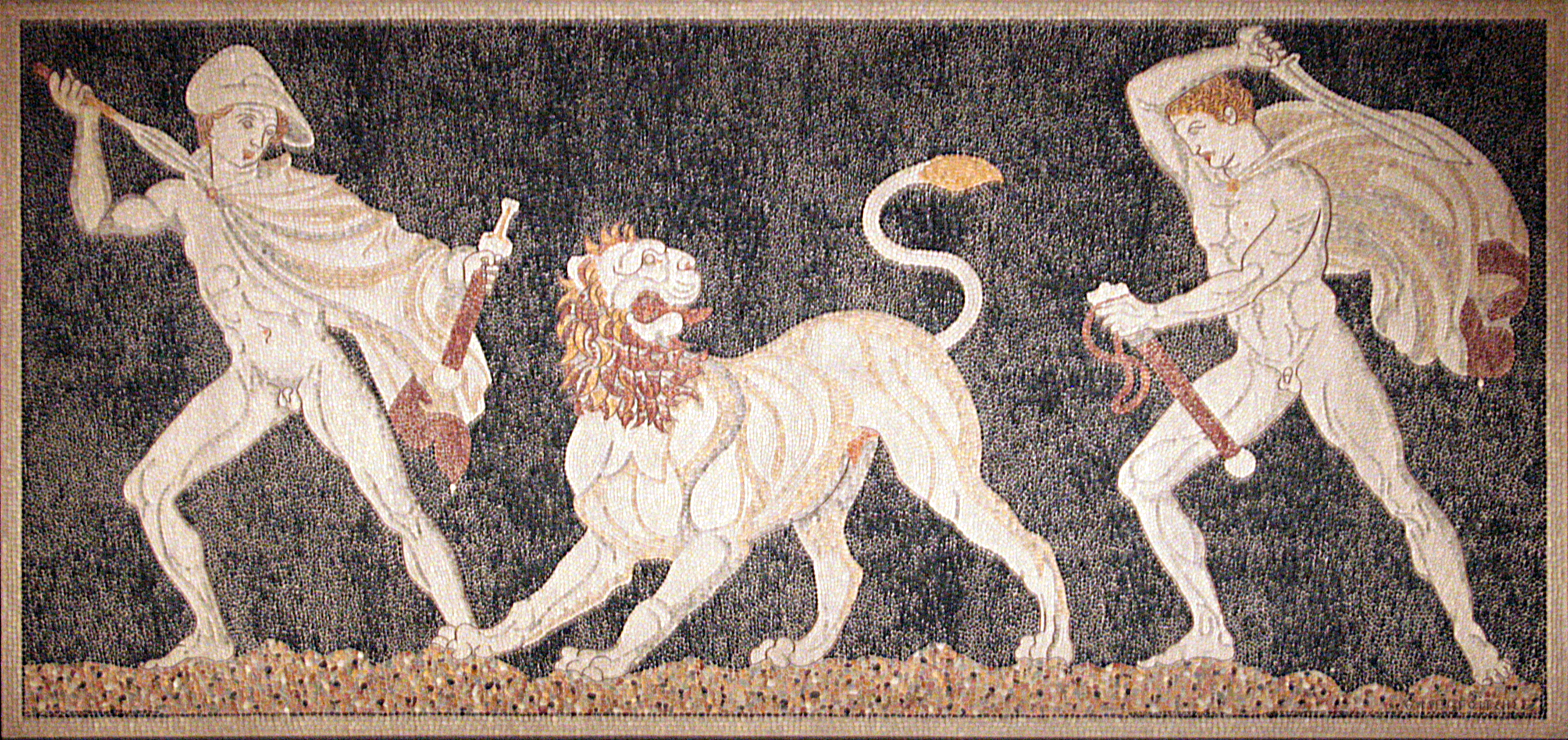
Mosaïque de la chasse au lion (fin du IVe siècle av. J.-C.)
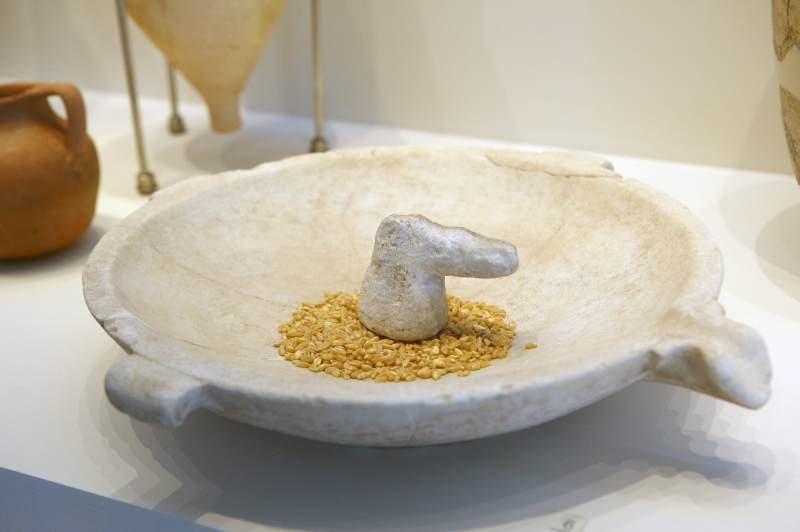
Petit bol de nourriture, provenant d'une ancienne maison (fin du IVe au Ier siècle av. J.-C.)
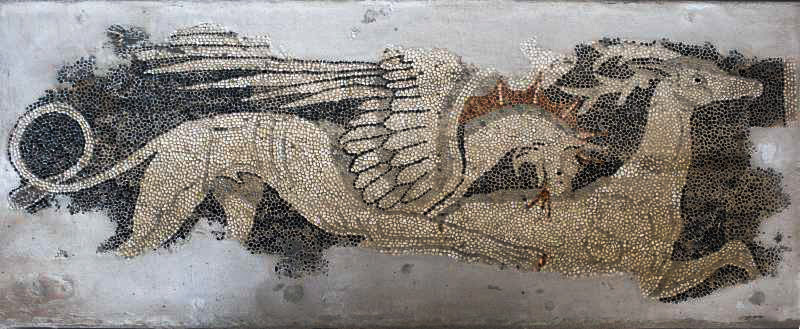
Détail d'une mosaïque : griffon attaquant un cerf

### Vie publique
La deuxième section traite de la vie publique. Les trouvailles proviennent de fouilles dans l'Agora et sont liées à l'administration de la ville, comme les sceaux et les inscriptions ; des objets à caractère commercial, tels que des amphores pour le transport du vin, des pièces de monnaie et des outils pour les activités de production comme les ateliers de céramique et de métallurgie.

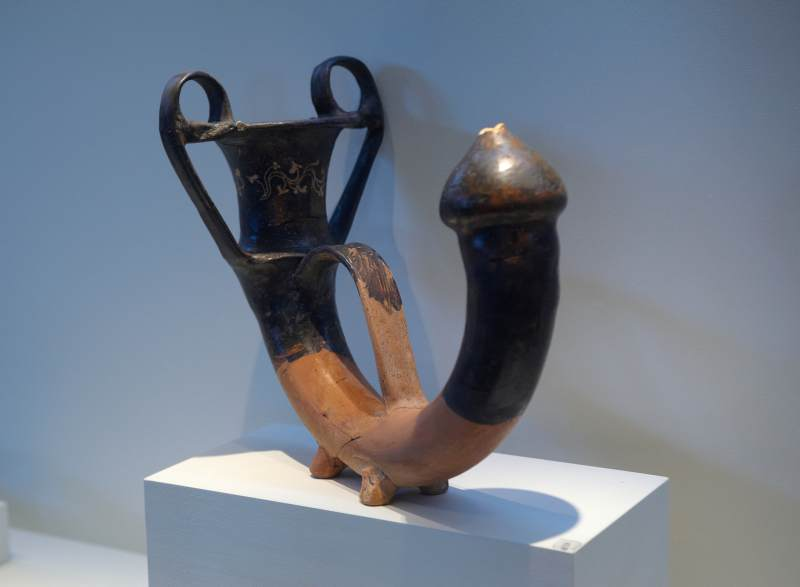
Rhyton en forme de phallus
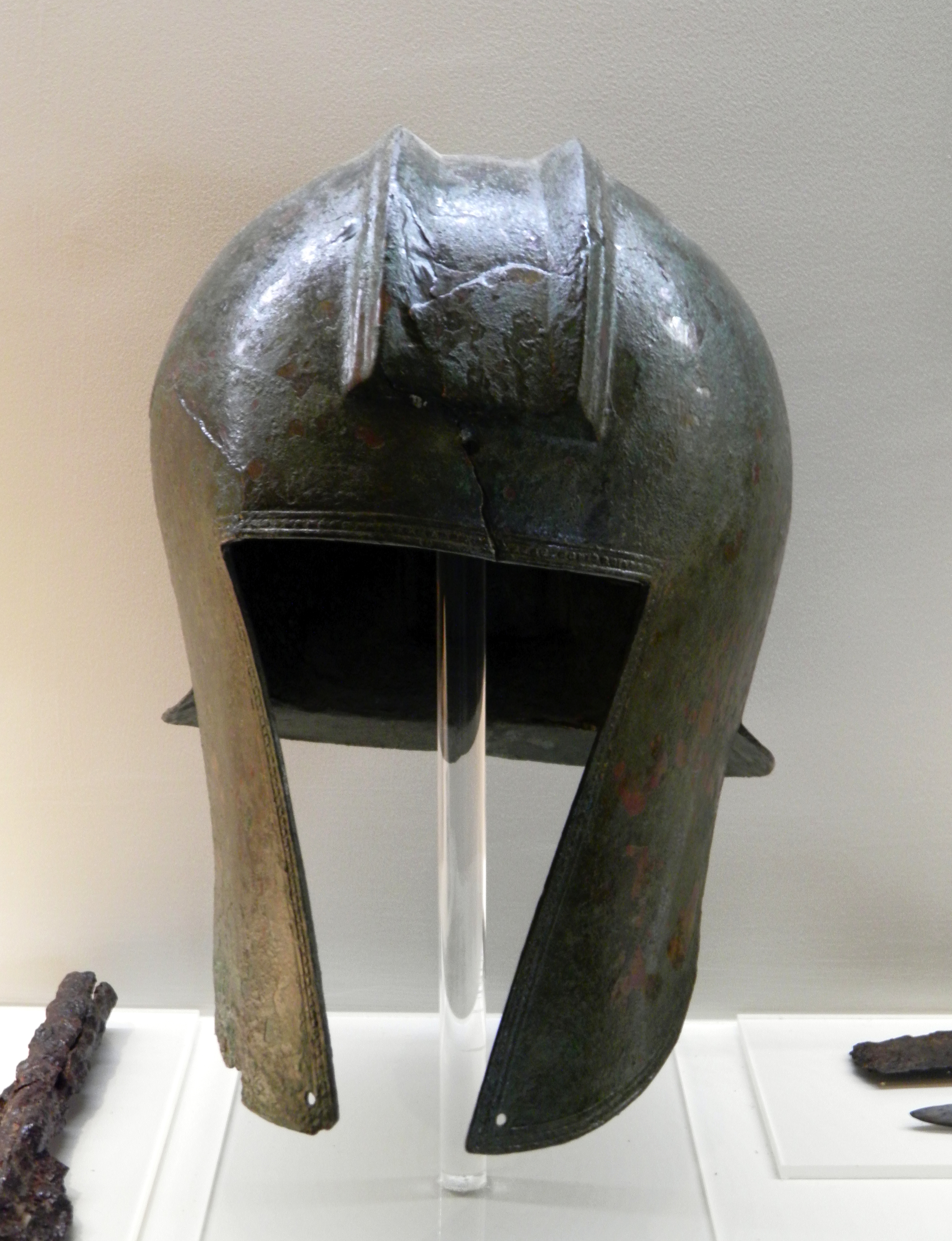
Casque de bronze
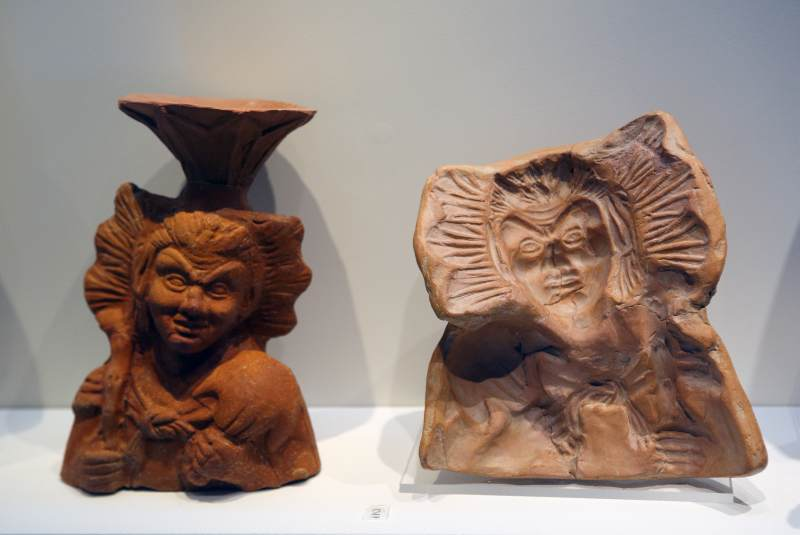
Brûle-encens fugurant un satyre, avec son moule.

### Sanctuaires

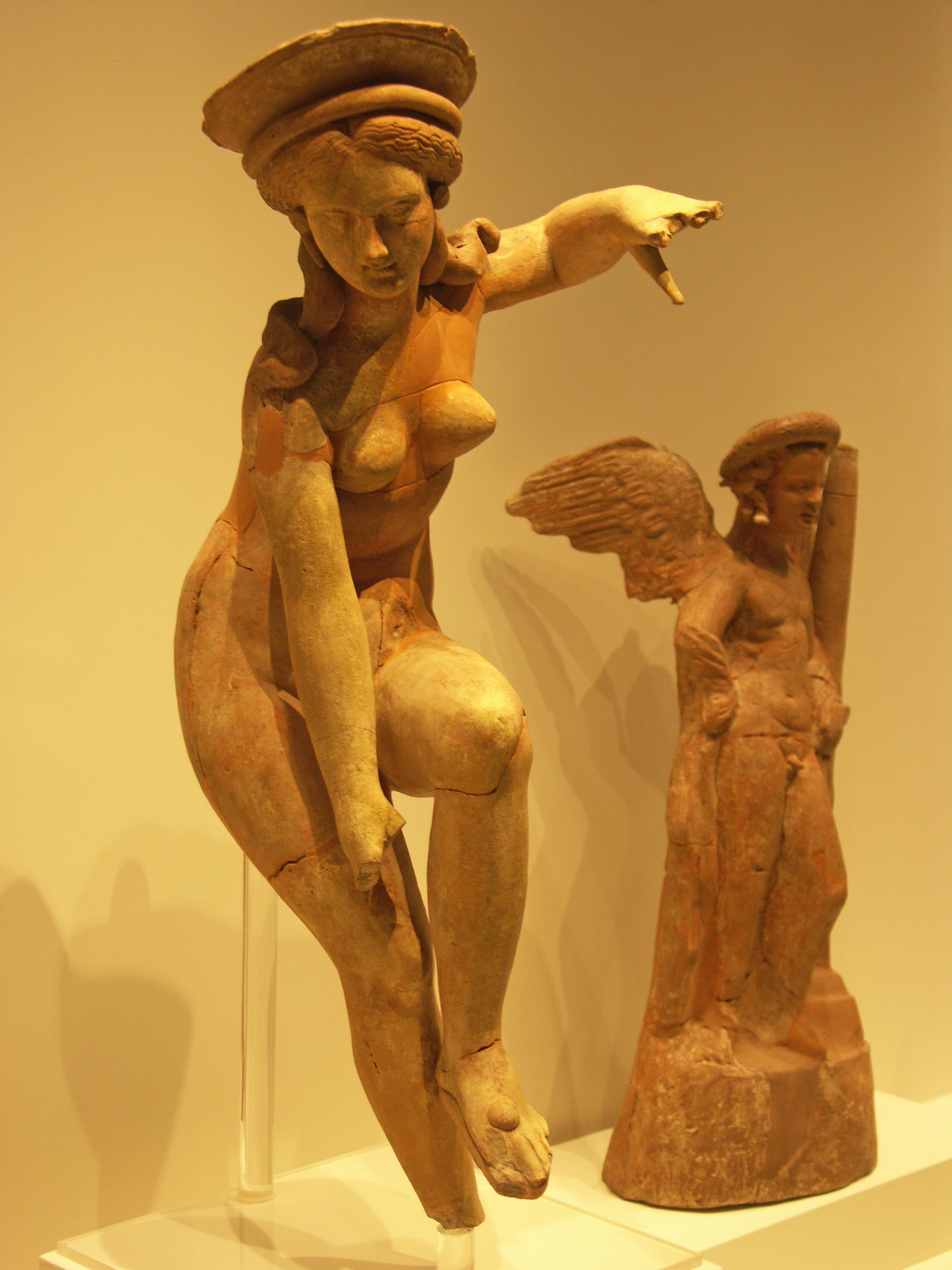
Figurine en terre cuite d’Aphrodite retirant sa sandale.

La troisième section présente des artefacts issus des sanctuaires, comme des mosaïques et des offrandes votives, parmi lesquelles une figurine en terre cuite d'Aphrodite retirant sa sandale, découverte dans le sanctuaire de la Mère des dieux et d'Aphrodite.

### Sépultures
La quatrième section contient des objets provenant de tombes de la région. Sont exposées deux sépultures montrant leurs coutumes funéraires respectives, l'une de l'âge du bronze et l'autre du Ve siècle av. J.-C. Les objets dans les vitrines couvrent toutes les périodes historiques de l'âge du bronze à la période hellénistique.

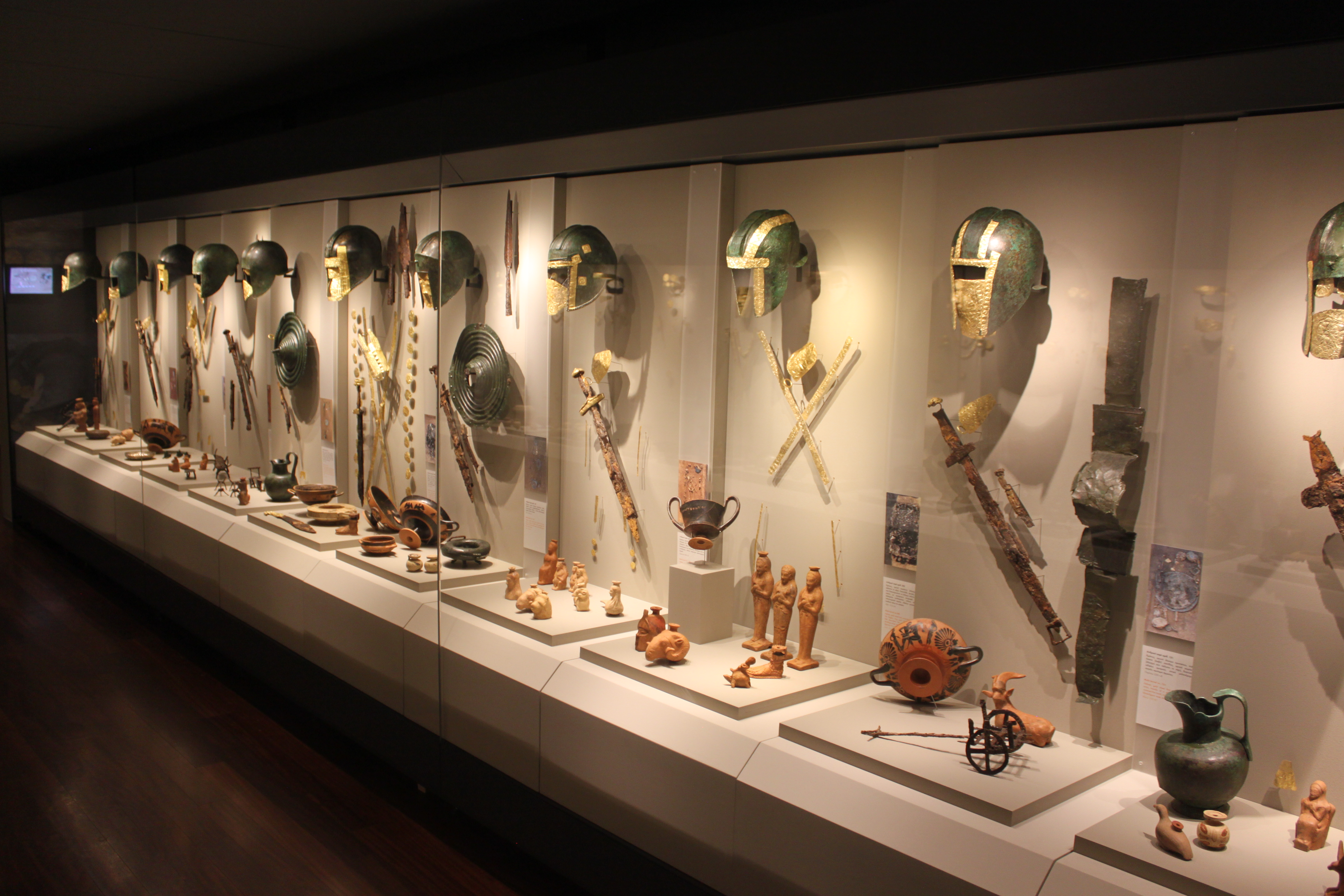
Tombes macédoniennes
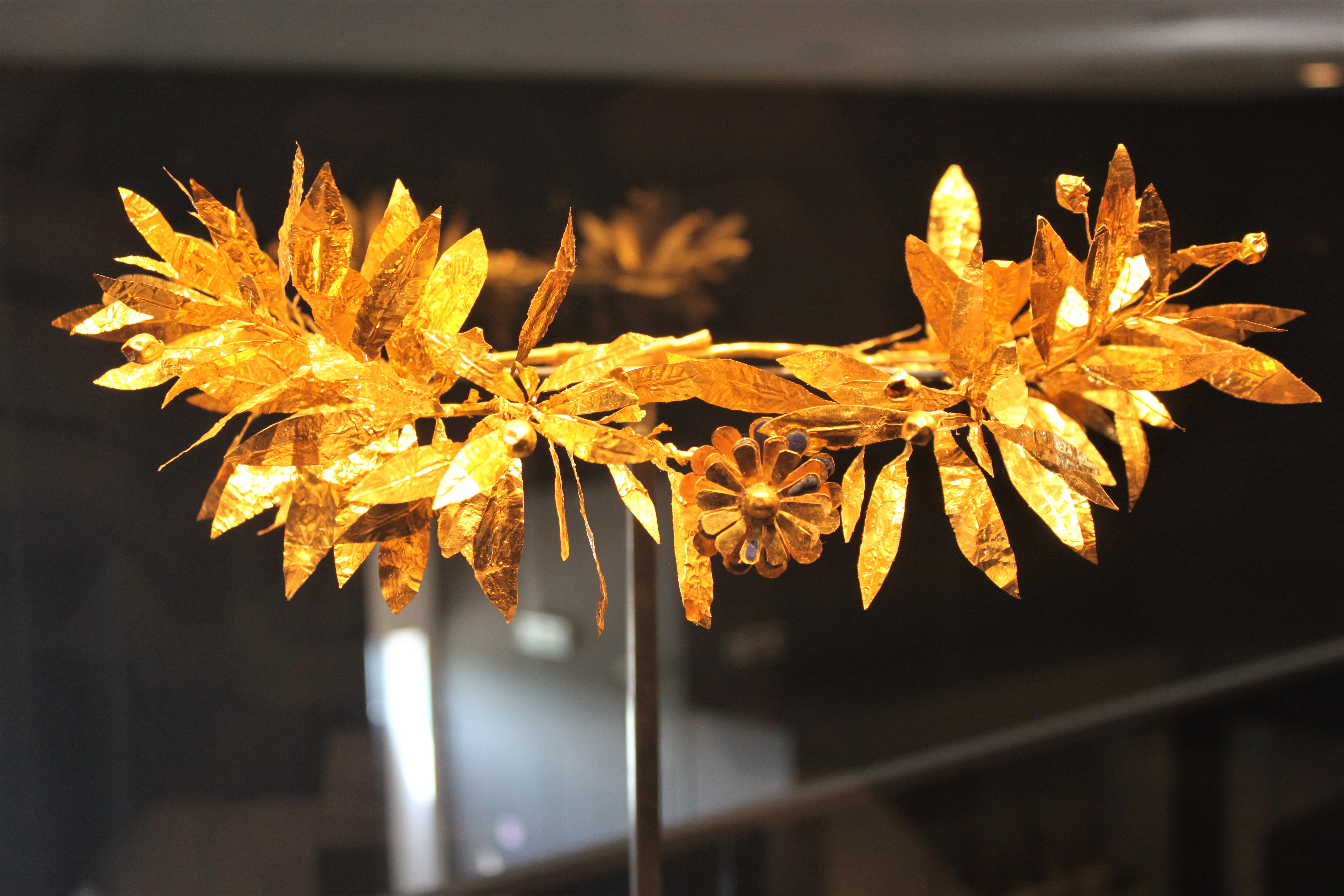
Couronne d'or de Pella
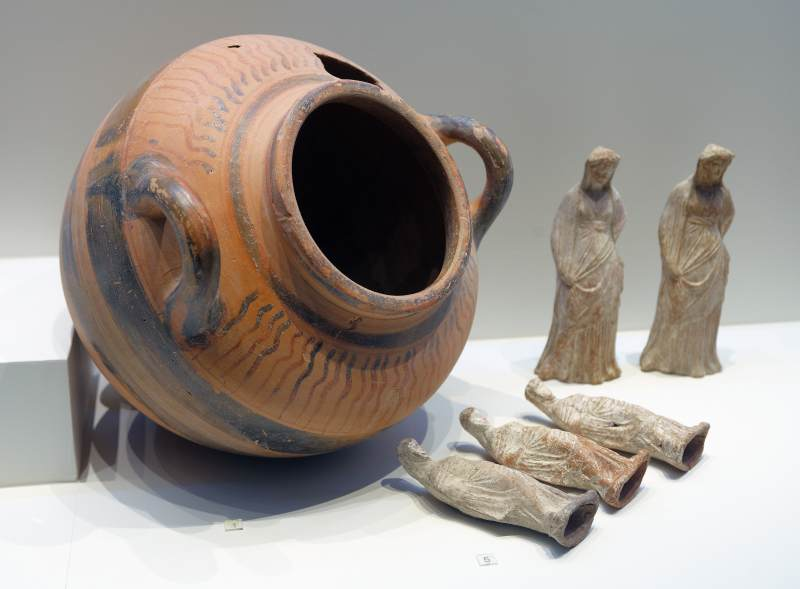
Urne funéraire IVe siècle av. J.-C. et figurines de terre cuite.

### Le bâtiment du musée
Le musée se termine dans une section de l'ancien palais de la ville, où sont exposées les caractéristiques anciennes du palais. De plus, il y a un autre espace pour les expositions temporaires,.